# 富平區

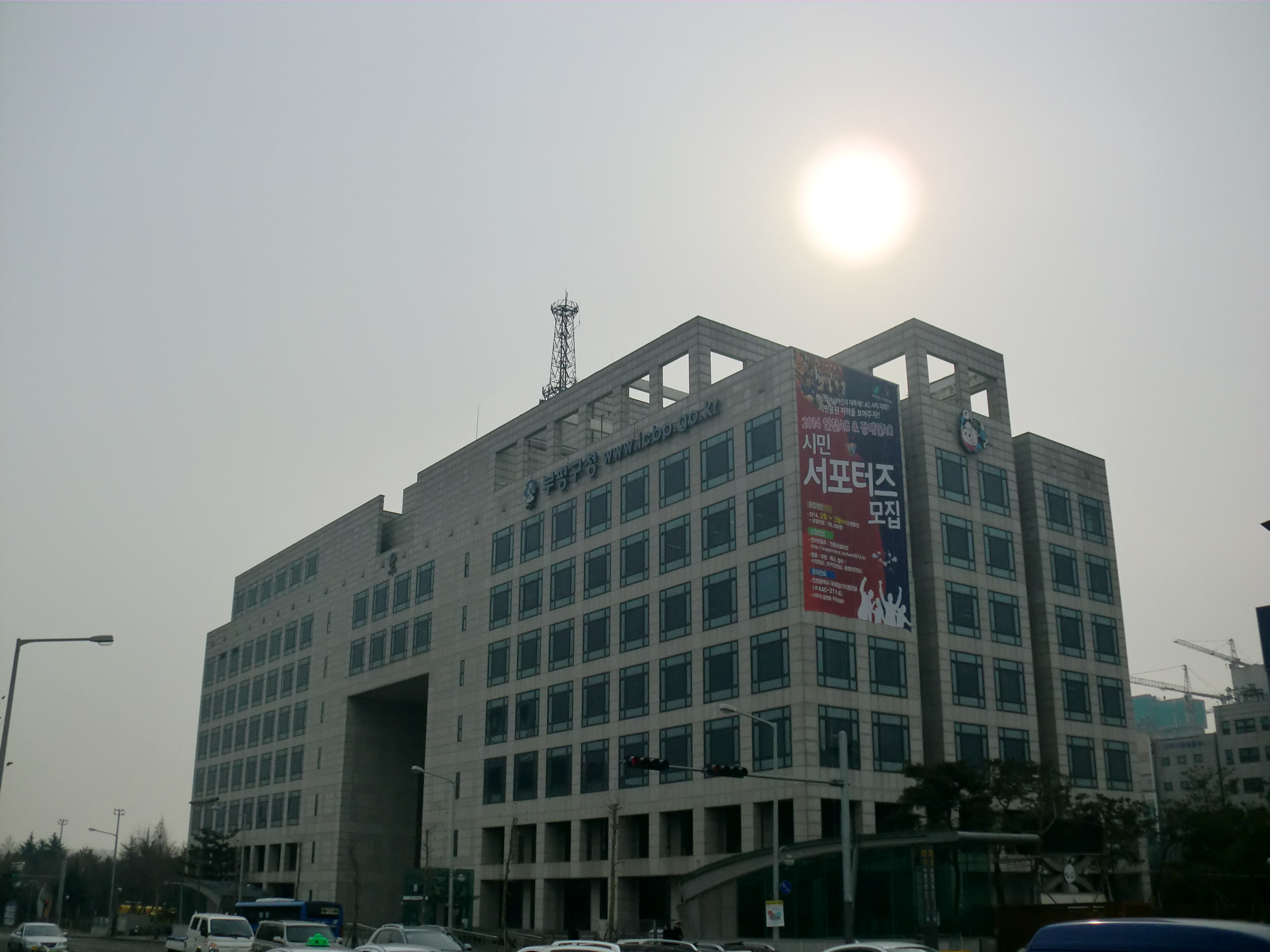
富平區廳

富平區（：／ Bupyeong gu */?）是大韓民國仁川廣域市一区，東接京畿道富川市。儘管不是仁川最北的區，但是仁川市區的最北端。轄22个立法洞（9个行政洞），面積合共31.98平方公里，人口568,905人，分屬208,567個戶籍家庭。

## 歷史
- 1968年1月1日 – 设置北区。
- 1988年1月1日 – 西区分離本区(北区)。
- 1989年1月1日 – 金浦郡（朝鲜语：김포군）桂陽面（朝鲜语：계양면）編入本区(北区)。
- 1995年3月1日 – 部分土地分离北区成立桂阳区，剩下的土地改名富平區。

## 行政區劃

行政區劃圖

- 富平洞（朝鲜语：부평동 (인천)）
  - 富平1洞
  - 富平2洞
  - 富平3洞
  - 富平4洞
  - 富平5洞
  - 富平6洞
- 山谷洞（朝鲜语：산곡동 (인천)）
  - 山谷1洞
  - 山谷2洞
  - 山谷3洞
  - 山谷4洞
- 清川洞（朝鲜语：청천동）
  - 清川1洞
  - 清川2洞
- 葛山洞（朝鲜语：갈산동 (인천)）
  - 葛山1洞
  - 葛山2洞
- 三山洞（朝鲜语：삼산동 (인천)）
  - 三山1洞
  - 三山2洞
  - 三山3洞
- 富開洞（朝鲜语：부개동）
  - 富開1洞
  - 富開2洞
  - 富開3洞
- 日新洞（朝鲜语：일신동）、九山洞
  - 日新洞
- 十井洞（朝鲜语：십정동）
  - 十井1洞
  - 十井2洞

## 交通

### 铁路
韓國鐵道公社
- 京仁線（●首都圈電鐵1號線）：富開站 - 富平站 - 白雲站 - 銅岩站

仁川交通公社
- ●仁川都市鐵道1號線：葛山站 - 富平区厅站 - 富平市场站 - 富平站 - 东树站 - 富平三岔路口站

首爾交通公社
- ●首爾地鐵7號線：掘浦川站 - 富平区厅站 - 山谷站

### 公路
- 京仁高速公路
  - 富平交叉路
- 國道46號
  - 京仁路（朝鲜语：경인로）
- 富平大路（朝鲜语：부평대로）
- 長堤路（朝鲜语：장제로）
- 慶源大路（朝鲜语：경원대로）
- 富興路（朝鲜语：부흥로 (인천 부천)）
- 吉州路（朝鲜语：길주로）
- 安南路（朝鲜语：안남로 (인천)）

## 外部連結
- 官方网站